# Kitagata (Gifu)
Kitagata (北方町 Kitagata-chō?) es un pueblo localizado en la prefectura de Gifu, Japón. En octubre de 2019 tenía una población estimada de 18.260 habitantes y una densidad de población de 3.525 personas por km². Su área total es de 5,18 km².

## Geografía

### Localidades circundantes
- Prefectura de Gifu
  - Gifu
  - Mizuho
  - Motosu

## Demografía
Según los datos del censo japonés, esta es la población de Kitagata en los últimos años.
| 1995   | 2000   | 2005   | 2010   | 2015   |
| ------ | ------ | ------ | ------ | ------ |
| 17.027 | 17.250 | 17.547 | 18.395 | 18.169 |